# Gare de Gonfaron
Gare de Gonfaron vasútállomás Franciaországban, Gonfaron településen.

## Vasútvonalak
Az állomást az alábbi vasútvonalak érintik:
- Marseille–Ventimiglia-vasútvonal

## Kapcsolódó állomások
A vasútállomáshoz az alábbi állomások vannak a legközelebb:
- Gare du Luc-et-Le Cannet
- Gare de Pignans